# سیمران (بازیگر)
سیمران (انگلیسی: Simran؛ زادهٔ ۴ آوریل ۱۹۷۶) هنرپیشه اهل هند است.
از فیلم‌ها یا برنامه‌های تلویزیونی که وی در آن نقش داشته‌است می‌توان به زمان اشاره کرد.
وی همچنین برندهٔ جوایزی همچون جایزه فیلم‌فیر جنوب شده‌است.

## فیلم‌شناسی
فهرست برخی از فیلم‌هایی که سیمران در آنها به ایفای نقش پرداخته‌است:
- رؤیاهای من و تو(۱۹۹۶)
- اخگر (۱۹۹۶)
- بخش ویژه (۱۹۹۷)
- رو در رو (۱۹۹۷)
- جبهه آتش (۱۹۹۷)
- زورگویی (۱۹۹۷)
- آیا او خواهد آمد؟(۱۹۹۸)
- حس ناشناخته(۱۹۹۸)
- زمان(۱۹۹۹)
- هالو شماره یک(۱۹۹۹)
- زوج(۱۹۹۹)
- خمیر(۲۰۰۰)
- برادرشوهرش خوشش آمد (۲۰۰۱)
- ۱۲بی(۲۰۰۱)
- بابا (۲۰۰۱)
- وجد، فقط تماشا(۲۰۰۱)
- بوسه بر روی گونه(۲۰۰۲)
- پامال کی.سامباندام(۲۰۰۲)
- جوانی (۲۰۰۲)
- پسر اجداد (۲۰۰۳)
- جوانی (۲۰۰۴)
- لشکر فیل‌ها(۲۰۰۸)
- وای ازدواج (۲۰۱۴)
- محدودیت پادشاه (۲۰۱۸)
- اوباش (۲۰۱۹)
- موشک سازی: اثر نامبی (۲۰۲۲)
- گل‌مور (۲۰۲۳)